# ادوارد بارت (ورزشکار اهل ایرلند)

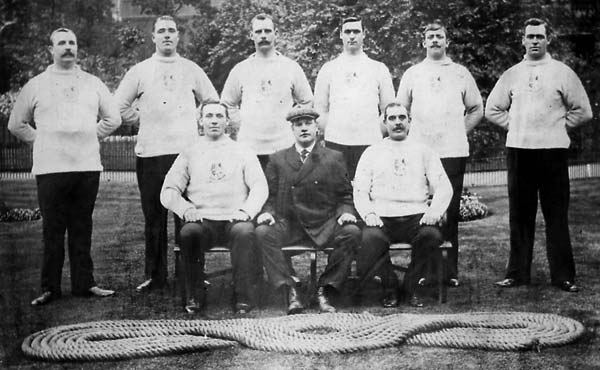
تیم طناب‌کشی بریتانیا در سال ۱۹۰۸

ادوارد بارت (انگلیسی: Edward Barrett; ‏۳ نوامبر ۱۸۷۷ – ۱۹ مارس ۱۹۳۲) کشتی‌گیر و ورزشکار طناب‌کشی اهل ایرلند بود که در بازی‌های المپیک در مجموع موفق به کسب ۱ مدال طلا و ۱ مدال برنز شد.